# Магрибская белка
Магри́бская бе́лка (лат. Atlantoxerus getulus) — единственное млекопитающее из рода магрибских белок.
По внешнему виду магрибские белки сильно напоминают земляных белок. Латинское родовое название Atlantoxerus — от др.-греч. Ἄτλᾱς «Атласские горы» и Xerus — земляная белка, то есть буквально означает «атласская земляная белка». Видовое getulus означает «гетул»; гетулы — древний народ в северо-западной Африке.
У магрибских белок редкий, грубый мех, без подшёрстка. Окрас — светлые продольные полосы по бокам. Ушные раковины почти полностью отсутствуют. Питаются семенами и плодами различных растений, также выкапывают из земли съедобные корневища и луковицы. В их рационе также находится саранча и другие насекомые. Иногда могут разорять гнёзда птиц или ловить мелких ящериц.
Магрибские белки активны только рано утром и вечером, а дневной зной пережидают в норах, которые они вырывают среди камней или в корнях арганового дерева.
Об размножении этого вида мало что известно. 6 диких белок родились в неволе и прожили 10-11 лет.